# Fortaleza Digital
Fortaleza Digital (1998) de Dan Brown é o primeiro livro do escritor estadunidense, anterior aos best-sellers O Código da Vinci e a Anjos e Demônios. Em 2004 esteve na lista dos mais vendidos do New York Times simultaneamente aos três primeiros livros de Dan Brown. O livro segue a mesma linha das demais obras de autor com muito suspense e narrativa eletrizante.

## Sinopse
Ensei Tankado, um ex-funcionário da Agência de Segurança Nacional (NSA) que jura vingar-se dos Estados Unidos, desenvolve um algoritmo de encriptação inquebrável, algo considerado impossível, que caso seja publicamente utilizado inutilizará o computador superpotente da NSA, TRANSLTR,  na decodificação de mensagens. A este algoritmo dá o nome de Fortaleza Digital.
Tankado conta com a ajuda de North Dakota, pessoa responsável por tornar o Fortaleza Digital público caso Tankado morra sem cumprir seu objetivo. Tankado sofre uma morte misteriosa, supostamente causada por um ataque cardíaco. Antes de morrer, Tankado tenta chamar a atenção das muitas pessoas que passavam ao seu redor numa praça pública da Espanha para o anel que trazia na sua mão esquerda, anel esse que seria a chave do Fortaleza Digital.
Porém, quando o supercomputador da NSA, se depara com o Fortaleza Digital se inicia o maior suspense policial que poderia fazer com que a poderosa NSA entre em colapso e acarretar o fim dos serviços de informação de todo o mundo.
Trevor Strathmore, vice-diretor da NSA, convida David Becker para ir a Espanha em busca do anel de Tankado
e juntamente com a criptóloga Susan Fletcher, noiva de Becker, tenta evitar a disseminação do Fortaleza Digital.
Sem saberem em quem confiar e presos em uma teia de mentiras, Susan e David, separados fisicamente, tentam encontrar a solução para evitar o que poderia ser o maior desastre da História da Segurança de Informações norte-americana.

## Personagens
- Susan Fletcher - A melhor criptóloga da NSA e noiva de David Becker, além de brilhante é uma bela matemática. Ajuda Strathmore na sua luta para inutilizar o Fortaleza Digital.
- David Becker - Noivo de Susan, professor universitário e profundo conhecedor de línguas estrangeiras as quais fala perfeitamente. É enviado a Espanha a pedido de Strathmore para recuperar o anel de Tankado.
- Ensei Tankado - Japonês portador uma deficiência física causada pelas radiações da bomba de Hiroshima, jura vingar-se dos Estados Unidos e vê esta oportunidade ao desenvolver o Fortaleza Digital.
- Trevor Strathmore - Vice-Diretor da NSA. Descobre a existência do Fortaleza Digital e entra na luta para desencriptá-lo a proteger a segurança dos Estados Unidos.
- Carl Austin - Criptógrafo demitido por digitalizar uma foto erótica editando-a com o rosto de Susan.
- Phil Chartrukian - Funcionário da área de segurança de sistemas - Seg-Sis - da NSA. Alerta para a possível existência de um vírus no TRANSLTR.
- North Dakota - Suposto ajudante de Ensei Tankado. Tem a missão de tornar o público o Fortaleza Digital na eventual morte de Tankado.
- Tokugen Numataka - Diretor de uma bem-sucedida empresa japonesa. É abordado por North Dakota via telefone que lhe propõe vender o Fortaleza Digital por 20 milhões de dólares.
- Pierre Cloucharde - Turista canadense , que teria recebido o anel de Ensei Tankado antes de este morrer e foi assassinado num hospital.
- Greg Hale - Criptógrafo muito belo e inteligente que entra para a equipa da NSA após descobrir uma falha num algoritmo desenvolvido pela Agência, o SkipJack.
- Señor Roldan - Proprietário de uma empresa de acompanhantes.
- Manuel Buisán - Recepcionista do hotel Alfonso XIII.
- Rocío Eva Granada - Prostituta espanhola que acompanha Hans Huber na praça onde Tankado morre.
- Hans Huber - Alemão descrito como gordo, testemunha juntamente com Rocío a morte de Tankado.
- Chad Brinkerhoff - Secretário do Diretor Fontaine. Tem um caso com Carmen Huerta e acompanha Midge Milken nas suas suspeitas de que há algo errado na NSA.
- Midge Milken - Vigilante e membro do alto-escalão da NSA, trabalha na segurança interna da agência. Famosa por ter uma intuição incrível que nunca falha.
- Carmen Huerta - Cantineira da NSA. Tem um caso com Chad Brinkerhoff sem saber que é vigiada pelo Big Brother, ou seja, o sistema de vigilância, e, consequentemente, por Midge Milken.
- Jabba - Chefe da secção de Segurança de Sistemas da NSA, é chamado sempre que há um problema de informática. Profundo conhecedor de segurança da informação. Tem acesso a mais segura rede da NSA.
- Leland Fontaine - Diretor da NSA. Está numa viagem à América do Sul quando a ação começa.
- Meio-a-Meio - Adolescente punk, magricela e desocupado. Tenta arranjar confusão com Becker mas é frustrado pelo mesmo e acaba por ajudá-lo.
- Megan - Adolescente punk, fica com o anel de Tankado que estava com Rocío. Tenta vendê-lo para conseguir uma passagem de volta a sua terra natal nos Estados Unidos.
- Hulohot - Mercenário português por conta de North Dakota. É surdo e usa óculos de armação de metal. Tem a missão de matar quem estiver ou esteve na posse do anel e recuperá-lo.
- Soshi - Ajudante de Jabba, aparentemente a única pessoa que ele leva a sério!

## Enredo
Esse é apenas um resumo do livro, não contém a história toda.
A história começa quando a criptóloga Susan Fletcher acorda, e assim descobre que seu noivo, David Becker, não poderá viajar com ela à Stone Manor, pois recebeu um chamado urgente. Após isso, o vice-diretor da NSA (onde ela trabalha) a chama por causa de uma emergência na agência.
Ao chegar, o comandante Strathmore lhe informa que um algoritmo estava tentando ser decodificado pelo supercomputador TRANSLTR há 15 horas (o computador leva menos de cinco minutos para decodificar um algoritmo). Logo após isso, o comandante explica que um ex-funcionário chamado Ensei Tankado havia informado a mídia que ele tinha posto na Internet um algoritmo inquebrável denominado Fortaleza Digital, e que somente ele tem a chave para quebrá-lo, além de seu parceiro apelidado de North Dakota, que irá liberar a chave caso Tankado morra. Assim sabendo, o comandante Strathmore baixa o Fortaleza Digital para tentar decodificá-lo com o TRANSLTR. Como o Gauntlet (programa que detecta presença de arquivos perigosos) rejeita sempre o Fortaleza Digital, Strathmore o contorna e manda o algoritmo para o TRANSLTR.
A trama começa a partir daí. Enquanto Susan e Strathmore trabalham para decodificar o Fortaleza Digital, o noivo de Susan Fletcher, David Becker é secretamente enviado a Espanha por Strathmore, onde Ensei Tankado supostamente sofrera um "ataque cardíaco" e morrera. Lá, ele descobre que o morto possuia um anel, e que fora roubado. Assim, ele parte atrás do anel. Sua primeira pista leva a um canadense chamado Pierre Cloucharde, a quem Tankado entregara o anel antes de morrer. Descobrindo que ele está internado no hospital, Becker vai até lá e descobre que ele entregou o anel a uma moça que acompanhava um alemão gordo na praça, e que o gordo a chamava de Dewdrop (gota de orvalho). Assim, Becker sai do hospital, enquanto o mercenário Hulohot que foi enviado a Espanha atrás do anel, mata o canadense internado e começa a seguir Becker.
Sabendo que era uma prostituta, Becker tenta localizá-la ligando para diversos serviços de escort, até que finalmente acha-a sob o nome Rocío, que significa Dewdrop, em espanhol. Assim, Becker vai a procura e a acha em um hotel. Após falar com ela, ele descobre que ela entregou o anel a uma punk de cabelos coloridos, camisa da Inglaterra e brincos de caveira. Becker mais uma vez vai a procura de outra pessoa, enquanto Hulohot mata a prostituta e seu companheiro alemão.
Após quase perder a esperança, Becker encontra um ônibus cheio de punks usando cabelos da mesma cor descrita por Rocío, e assim descobre que eles vão todos a uma festa punk num bar ao final da cidade. Lá, ele encontra Meio-a-Meio (Two Tone), um punk que lhe ajuda e lhe dá o nome Megan. Ele diz que ela estava indo ao aeroporto e que iria voltar para os Estados Unidos. Assim, Becker pega uma moto Vespa e vai ao aeroporto.
Lá chegando, ele descobre que o voo para os Estados Unidos já partiu. Assim, ele se dirige ao banheiro e acaba discutindo com uma mulher que ele pensa estar drogada. Dá uns conselhos a ela, e quando ele vai embora, ela se desculpa e assim, Becker descobre que ela é a Megan, e perdeu o voo. Ela dá o anel a Becker, mas Hulohot se revela e começa uma perseguição por Sevilha.
A perseguição dura muito tempo, mas no final, Becker consegue eliminar o mercenário. Logo após isso, uns homens numa van que foram mandados pelo diretor da NSA, Leland Fontaine, atingem Becker com um tranquilizante.
Ao mesmo tempo que tudo isso acontece em Sevilha, na NSA, Susan se surpreende com a chegada de um outro criptógrafo chamado Greg Hale, que era um amigo de Tankado. Após ele revelar que vinha mantendo contato com Tankado, Susan começa a desconfiar dele. Quando ela sai da sala para conversar com Strathmore, Hale (que tinha conseguido roubar as senhas de todos os terminais de todos os funcionários secretamente), interrompe o tracer (programa criado por ela para descobrir a verdadeira identidade dos e-mails anônimos) que Susan tinha mandado para o e-mail de North Dakota. Após descobrir que o tracer foi interrompido, ela recomeça o processo e aproveita a ausênica temporária de Hale para invadir seu terminal e checar as mensagens no e-mail de Hale. Após ver as mensagens de Tankado falando sobre o Fortaleza Digital no e-mail de Hale, ela informa ao comandante que North Dakota é na verdade, Greg Hale.
Logo após isso, o excesso de energia que o TRANSLTR estava consumindo fez com que a eletricidade parasse na Criptografia. E no escuro, Strathmore e Susan lutam com Hale, que é derrotado e é preso por Strathmore. Então a dupla descobre que na verdade, não existe nenhum algoritmo inquebrável, e o que o Fortaleza Digital é apenas um vírus que foi programado para atacar o banco de dados da NSA, que contém mensagens super-secretas do governo americano. Se eles não descobrirem a senha em tempo, todos as pessoas com um computador poderão ver os dados do governo. Enquanto Susan vai desligar a energia para que o TRANSLTR não queimasse, Strathmore escreve um bilhete suicida e assina como Greg Hale. Após isso, ele o mata. Quando Susan sobe, Strathmore revela que sempre amou Susan. Enquanto a conversa vai, ela descobre que Strathmore mandou o mercenário Hulohot a Espanha para pegar o anel e eliminar todos os que ouvissem falar dele. Mas o mercenário é convencido e manda para Strathmore a lista de vítimas, e ele incluiu Becker antes de matá-lo. Susan vê o recado e foge. O TRANSLTR fica superaquecido e explode, matando o comandante Strathmore. Susan foge por um elevador no escritório do comandante e é encontrada por seguranças. Ela é levada à central de dados da NSA, e lá ela descobre que Becker ainda está vivo e com o anel porém ainda estava na Espanha. Só que o anel não é a senha. O vírus ataca o banco de dados e vai destruindo todas as barreiras de segurança. Então, uma das empregadas descobre coisas estranhas no vírus de Tankado. Após vários processos, eles descobrem que Tankado incluiu uma pista da senha para desligar o vírus, que é "A diferença prima entre os elementos responsáveis por Hiroshima e Nagasaki". Após alguns estudos rápidos na Internet, eles descobrem a senha: 3. Quando todas as barreiras de segurança são derrubadas e os hackers começam a invadir, Susan digita a senha e o vírus é derrotado. Logo, todas as barreiras são repostas e os hackers são expulsos com poucos dados e nenhum completo.